# 1507 a tudományban
Az 1507. év a tudományban és a technikában.

## Publikációk
- Martin Waldseemüller publikálja a Cosmographiae Introductio című művét és hozzá a róla elnevezett Waldseemüller-térképet melyben először nevezi Amerikának az új földrészt.

## Születések
- Guillaume Rondelet orvos (1566)

## Halálozások
- július 29. - Martin Behaim navigátor és térképész (* 1459)